# Merismus rufipes
Merismus rufipes är en stekelart som beskrevs av Walker 1833. Merismus rufipes ingår i släktet Merismus och familjen puppglanssteklar. Arten är reproducerande i Sverige. Inga underarter finns listade i Catalogue of Life.